# Серебрян, Олег Дмитриевич
Оле́г Дмитриевич Серебря́н (рум. Oleg Serebrian; род. 13 июля 1969, село Хэдэрэуць, Окницкий район, Молдавская ССР, СССР) — молдавский политический и государственный деятель, писатель, политолог и дипломат; председатель Конгресса Латинского союза.

## Биография

### Образование
- 1992 — Лиценциат истории и права, Кишинёвский государственный педагогический университет
- 1993 — Выпускник дипломатического отделения Европейского Института Международных Исследований в Ницце (Франция)
- 1998 — Доктор политических наук, Академия наук Молдовы

### Профессиональная деятельность
- 1993-1994 — Первый секретарь, Управление политики, МИД Республики Молдова
- 1994-1995 — Начальник Отдела по Румынии, Управление Западной Европы и Северной Америки МИД Республики Молдова
- 1995-1998 — Координатор программы Фонда Сороса в Молдове; лектор при Академии публичного управления Правительства Республики Молдова
- 1998-1999 — Начальник Управления информации и политического анализа МИД Республики Молдова; пресс-секретарь министра иностранных дел Республики Молдова
- 1999-2005 — Проректор по международному сотрудничеству Свободного университета Молдовы
- 2005-2009 — Депутат Парламента Республики Молдова V-го созыва (2005 – 2006 гг. – Член Постоянного бюро Парламента)
- 2009-2010 — Депутат Парламента Республики Молдова VII-го созыва
- 2010-2015 — Посол Республики Молдова во Франции и Монако, Постоянный представитель Республики Молдова при ЮНЕСКО
- 2015-2021 — Посол Республики Молдова в Федеративной Республике Германия и в Дании
- 2022 — директор Дипломатического института при министерстве иностранных дел и европейской интеграции Республики Молдова
- С 2022 по настоящее время — Вице-премьер-министр по реинтеграции, Правительство Республики Молдова

### Политическая деятельность
- В 2001 избран председателем Социал-либеральной партии (СЛП).
- В феврале 2008, после объединения СЛП с Демократической партией Молдовы (ДПМ), стал первым заместителем председателя ДПМ.

### Владение языками
- Румынский, Русский, Французский, Английский, Немецкий, Итальянский

### Награды
- Офицер Национального ордена «Звезда Румынии» (2000)
- Премия Союза писателей Молдовы (2012)
- Офицер Национального ордена «За заслуги перед Францией» (2015)
- Премия Союза писателей Молдовы (2019)
- Кавалер Государственного ордена «Трудовая слава» Республики Молдова (2020)
- Офицер Национального ордена «За заслуги перед Федеративной Республикой Германия» (2022)

### Писательская деятельность
Является автором трёх историко-психологических романов и нескольких книг по геополитике балканско-черноморского региона.

#### Основные работы
- Geopolitica spaţiului pontic (Геополитика черноморского региона), Editura Dacia, Cluj 1998
- Dicţionar de geopolitică (Геополитический словарь), Editura Polirom, Iaşi 2006
- Cântecul mării (Песнь моря, роман), Editura Cartier, Chișinău, 2011
- La Russie à la croisée des chemins: Géohistoire, géoculture, géopolitique (Россия на перепутье:  геоистория, геокультура, геополитика), Éditions L'Harmattan, Paris 2016
- Woldemar (Вольдемар, роман),  Editura Cartier, Chișinău, 2018
- Pe Contrasens (По встречной полосе, роман), Editura Cartier, Chișinău, 2021